# Liste der Nummer-eins-Hits in Kroatien (2007)
Diese Liste enthält die Nummer-eins-Alben in Kroatien im Jahr 2007, basierend auf den offiziellen "Top 50 kombiniranih" der Hrvatska diskografska udruga (HDU). Es wurden außerdem noch getrennte Chartlisten für kroatische und fremdsprachige Alben erhoben.

## Alben
| ← 2006 ← | Liste der Nummer-eins-Hits in Kroatien | Liste der Nummer-eins-Hits in Kroatien | Liste der Nummer-eins-Hits in Kroatien | 2008 → |
| \| Zeitraum \| Wo. ges. \| Interpret \| Titel \| Zusätzliche Informationen \| \| (Zeitraum, Wochen auf Platz eins, Interpret, Titel, zusätzliche Informationen) \| \| \| \| \| \| ------------------------------------------------------------------------------ \| -------- \| ---------------------------------- \| ------------------------------------ \| ---------------------------------------------------------------------------------------------------------------------------------------------------------------------------------------------------------------------------------------------------------------------------------------------------------------------- \| \| 49. Woche 2006 – 4. Woche 2007 8 Wochen (insgesamt 17) \| 17 \| Thompson \| Bilo jednom u Hrvatskoj \| − \| \| 5.–10. Woche 6 Wochen \| 6 \| Norah Jones \| Not Too Late \| Das einzige englischsprachige Nummer-eins-Album in diesem Jahr erreichte auch in mehr als 15 weiteren Ländern die Chartspitze. \| \| 11.–14. Woche 4 Wochen (insgesamt 5) \| 5 \| Hladno Pivo \| Knjiga žalbe \| Das sechste Studioalbum der kroatischen Rockband stieg direkt auf Platz eins ein. \| \| 15. Woche 1 Woche (insgesamt 17) \| 17 \| Thompson \| Bilo jednom u Hrvatskoj \| − \| \| 16. Woche 1 Woche (insgesamt 5) \| 5 \| Hladno Pivo \| Knjiga žalbe \| − \| \| 17.–18. Woche 2 Wochen \| 2 \| Cubismo \| Autobus Calypso \| − \| \| 19.–21. Woche 3 Wochen \| 3 \| Đorđe Novković \| Gold Collection \| Nach dem Tod des Musikers am 6. Mai 2007 wurde diese Kompilation seiner größten Hits veröffentlicht und bescherte ihm ein posthumes Nummer-eins-Album. \| \| 22.–23. Woche 2 Wochen (insgesamt 17) \| 17 \| Thompson \| Bilo jednom u Hrvatskoj \| − \| \| 24.–26. Woche 3 Wochen \| 3 \| Jinx \| Na zapadu \| Das Album bedeutete für die Band das Comeback nach fünf Jahren Trennung. \| \| 27. Woche 1 Woche (insgesamt 17) \| 17 \| Thompson \| Bilo jednom u Hrvatskoj \| − \| \| 28.–30. Woche 3 Wochen \| 3 \| (Razni Izvođači / Various Artists) \| Festival Zabavne Glazbe - Split 2007 \| Die Kompilation zur 47sten Ausgabe des Split Festival erreichte als erste Kompilation überhaupt die Spitze der kombinierten kroatischen Albencharts. \| \| 31.–35. Woche 5 Wochen (insgesamt 17) \| 17 \| Thompson \| Bilo jednom u Hrvatskoj \| Nachdem das Album zum Jahreswechsel bereits für acht Wochen an der Spitze stand und während des Jahres mehrfach erneut dorthin zurückkehrte, erreichte es nun erneut die Spitze. Diesmal allerdings für weitere fünf Wochen, womit es den Rekord für die meisten Nummer-eins-Wochen aus dem Vorjahr einstellen konnte. \| \| 36.–38. Woche 3 Wochen \| 3 \| Klapa Maslina \| Da te mogu pismom zvati \| − \| \| 39.–40. Woche 2 Wochen (insgesamt 8) \| 8 \| Toše Proeski \| Igra bez granica \| Dem Album des mazedonischen Sängers gelang aus dem Stand der Sprung an die Spitze. Nach seinem Unfalltod am 16. Oktober 2007 kehrte es für mehrere Wochen dorthin zurück und dominierte die zweite Jahreshälfte. \| \| 41. Woche 1 Woche \| 1 \| Vice Vukov \| Platinum Collection \| − \| \| 42.–44. Woche 3 Wochen (insgesamt 8) \| 8 \| Toše Proeski \| Igra bez granica \| − \| \| 45. Woche 1 Woche \| 1 \| Dražen Zečić \| Oprosti svijete \| − \| \| 46.–47. Woche 2 Wochen (insgesamt 8) \| 8 \| Toše Proeski \| Igra bez granica \| − \| \| 48. Woche 1 Woche \| 1 \| Nina Badrić \| 07 \| − \| \| 49. Woche 1 Woche (insgesamt 8) \| 8 \| Toše Proeski \| Igra bez granica \| − \| \| 50.–52. Woche 3 Wochen \| 3 \| Gibonni \| Live Acoustic:Electric \| Nachdem sein letztes Studioalbum im vorigen Jahr den Spitzenplatz für sich beanspruchen konnte, stieg auch das erste Akustikalbum des kroatischen Sängers auf Platz eins ein. \| |                                        |                                        |                                        | |
| ← 2006 |                                        |                                        |                                        | → 2008 → |
| Zeitraum | Wo. ges.                               | Interpret                              | Titel                                  | Zusätzliche Informationen |
| (Zeitraum, Wochen auf Platz eins, Interpret, Titel, zusätzliche Informationen) |                                        |                                        |                                        | |
| 49. Woche 2006 – 4. Woche 2007 8 Wochen (insgesamt 17) | 17                                     | Thompson                               | Bilo jednom u Hrvatskoj                | − |
| 5.–10. Woche 6 Wochen | 6                                      | Norah Jones                            | Not Too Late                           | Das einzige englischsprachige Nummer-eins-Album in diesem Jahr erreichte auch in mehr als 15 weiteren Ländern die Chartspitze. |
| 11.–14. Woche 4 Wochen (insgesamt 5) | 5                                      | Hladno Pivo                            | Knjiga žalbe                           | Das sechste Studioalbum der kroatischen Rockband stieg direkt auf Platz eins ein. |
| 15. Woche 1 Woche (insgesamt 17) | 17                                     | Thompson                               | Bilo jednom u Hrvatskoj                | − |
| 16. Woche 1 Woche (insgesamt 5) | 5                                      | Hladno Pivo                            | Knjiga žalbe                           | − |
| 17.–18. Woche 2 Wochen | 2                                      | Cubismo                                | Autobus Calypso                        | − |
| 19.–21. Woche 3 Wochen | 3                                      | Đorđe Novković                         | Gold Collection                        | Nach dem Tod des Musikers am 6. Mai 2007 wurde diese Kompilation seiner größten Hits veröffentlicht und bescherte ihm ein posthumes Nummer-eins-Album. |
| 22.–23. Woche 2 Wochen (insgesamt 17) | 17                                     | Thompson                               | Bilo jednom u Hrvatskoj                | − |
| 24.–26. Woche 3 Wochen | 3                                      | Jinx                                   | Na zapadu                              | Das Album bedeutete für die Band das Comeback nach fünf Jahren Trennung. |
| 27. Woche 1 Woche (insgesamt 17) | 17                                     | Thompson                               | Bilo jednom u Hrvatskoj                | − |
| 28.–30. Woche 3 Wochen | 3                                      | (Razni Izvođači / Various Artists)     | Festival Zabavne Glazbe - Split 2007   | Die Kompilation zur 47sten Ausgabe des Split Festival erreichte als erste Kompilation überhaupt die Spitze der kombinierten kroatischen Albencharts. |
| 31.–35. Woche 5 Wochen (insgesamt 17) | 17                                     | Thompson                               | Bilo jednom u Hrvatskoj                | Nachdem das Album zum Jahreswechsel bereits für acht Wochen an der Spitze stand und während des Jahres mehrfach erneut dorthin zurückkehrte, erreichte es nun erneut die Spitze. Diesmal allerdings für weitere fünf Wochen, womit es den Rekord für die meisten Nummer-eins-Wochen aus dem Vorjahr einstellen konnte. |
| 36.–38. Woche 3 Wochen | 3                                      | Klapa Maslina                          | Da te mogu pismom zvati                | − |
| 39.–40. Woche 2 Wochen (insgesamt 8) | 8                                      | Toše Proeski                           | Igra bez granica                       | Dem Album des mazedonischen Sängers gelang aus dem Stand der Sprung an die Spitze. Nach seinem Unfalltod am 16. Oktober 2007 kehrte es für mehrere Wochen dorthin zurück und dominierte die zweite Jahreshälfte. |
| 41. Woche 1 Woche | 1                                      | Vice Vukov                             | Platinum Collection                    | − |
| 42.–44. Woche 3 Wochen (insgesamt 8) | 8                                      | Toše Proeski                           | Igra bez granica                       | − |
| 45. Woche 1 Woche | 1                                      | Dražen Zečić                           | Oprosti svijete                        | − |
| 46.–47. Woche 2 Wochen (insgesamt 8) | 8                                      | Toše Proeski                           | Igra bez granica                       | − |
| 48. Woche 1 Woche | 1                                      | Nina Badrić                            | 07                                     | − |
| 49. Woche 1 Woche (insgesamt 8) | 8                                      | Toše Proeski                           | Igra bez granica                       | − |
| 50.–52. Woche 3 Wochen | 3                                      | Gibonni                                | Live Acoustic:Electric                 | Nachdem sein letztes Studioalbum im vorigen Jahr den Spitzenplatz für sich beanspruchen konnte, stieg auch das erste Akustikalbum des kroatischen Sängers auf Platz eins ein. |